# Jan Andersson (författare)
Jan Andersson, född 7 december 1951 i Mariehamn, är en åländsk antikvarie och författare. 
Andersson debuterade som 15-årigt poetiskt underbarn med samlingen Glasväggen (1967), som följdes av Ljusflagor (1977). Han är antikvarie vid Ålands landskapsstyrelses museibyrå, där han framför allt ägnat sig åt forskning i forna tiders förhållanden i den åländska skärgården. Resultatet redovisas i de populärt hållna skrifterna Havstorp och fiskeskär (1995) och Postvägen (1999). Han är även skicklig fotograf med egna utställningar. 